# Józef Wysocki (generał)

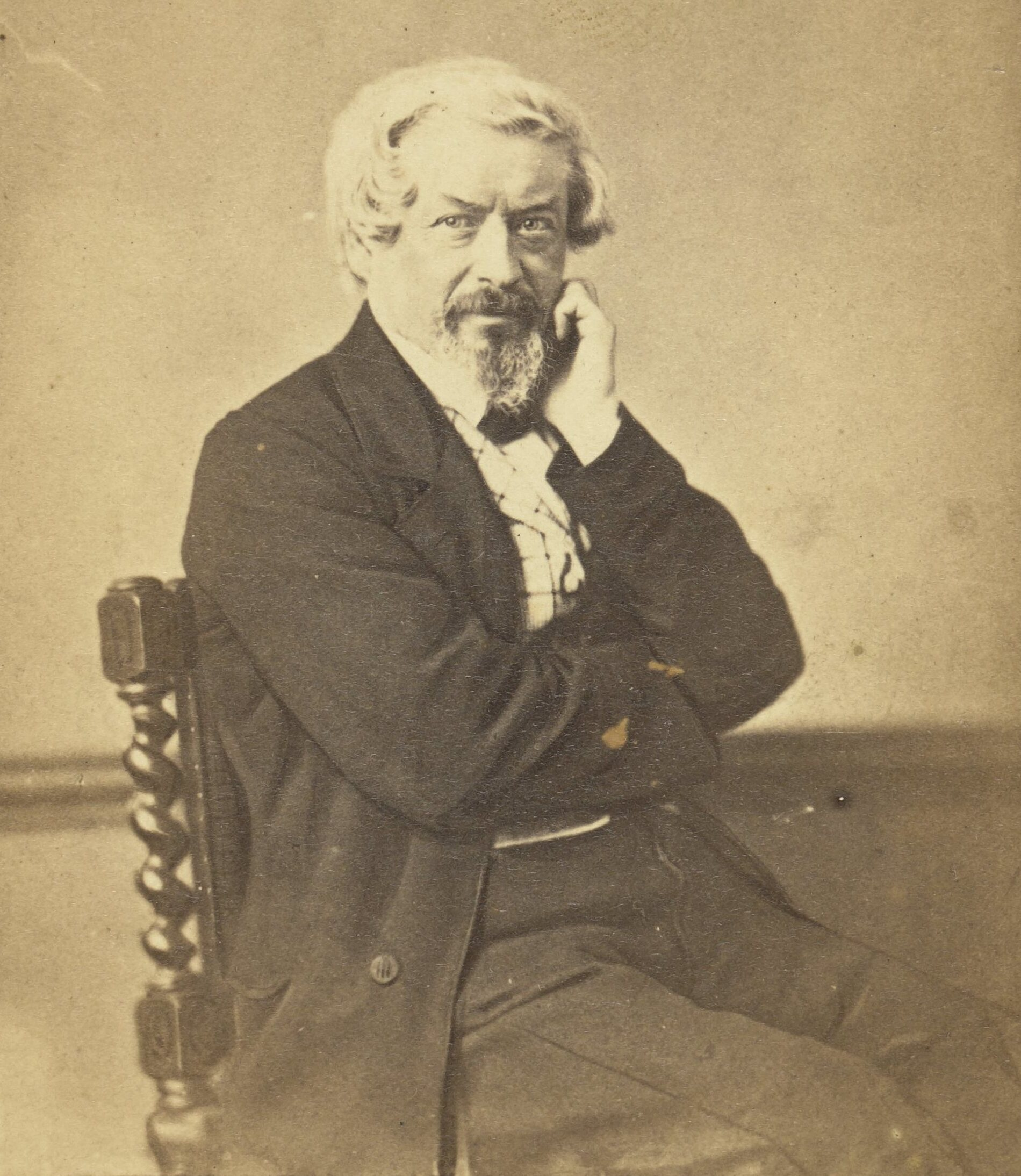
Generał Józef Wysocki (ok. 1870)

Józef Wysocki (ur. 1809 w Tulczynie, zm. 31 grudnia 1873 w Paryżu) – generał brygady Wojska Polskiego, uczestnik Wiosny Ludów, dwóch polskich powstań narodowych i powstania węgierskiego – 1848–1849.

## Życiorys
Był działaczem Towarzystwa Patriotycznego. W 1831 uczestniczył w powstaniu listopadowym w stopniu podporucznika. Po jego upadku emigrował do Francji, gdzie od 1833  był członkiem Centralizacji Towarzystwa Demokratycznego Polskiego. Wraz z Ludwikiem Mierosławskim przygotował plan ogólnonarodowego powstania w 1846. W czasie Wiosny Ludów był w krakowskim Komitecie Narodowym szefem Dyrektoriatu Wojny oraz organizatorem Gwardii Narodowej w Krakowie.
W latach 1848–1849 Wysocki dowodził utworzonym przez siebie Legionem Polskim na Węgrzech, gdzie został skierowany jako delegat lwowskiej Centralnej Rady Obywatelskiej. Na początku służby na Węgrzech został awansowany do stopnia majora, a później stopniowo awansował tak że ostatecznie w czasie trwania powstania węgierskiego dosłużył się stopnia generała. Za swoją służbę został odznaczony węgierskim powstańczym Orderem Zasługi Wojskowej II i III klasy. Ideę stworzenia osobnego legionu polskiego popierał dowódca powstania węgierskiego Lajos Kossuth. Początkowo oddział liczył 1200 ludzi, cztery działa i dwa szwadrony ułanów. Maksymalną liczebność osiągnął pod koniec powstania, kiedy to liczył blisko 3 tys. żołnierzy. Polacy z legionu Wysockiego wzięli udział w wielu bitwach m.in. pod Aradem, Koszycami, Miszkolcem, w obronie Pesztu oraz w bojach pod Cisą. Wyróżnili się w wielu trudnych bojach, m.in. pod Szolnokiem, Hatvanem, Tápióbicske, Vácem, Isaszegiem, Nagysalló. Jako demokrata, Wysocki często był w konflikcie z Bemem i Dembińskim, którzy byli monarchistami. Początkowo w randze majora, po zwycięskich walkach o Budę mianowany został przez Węgrów generałem w 1849 r., a węgierski rząd powstańczy zezwolił mu na sformowanie polskiej armii na Węgrzech, którą planowano na 5000 żołnierzy. Po zdławieniu powstania z resztkami Legionu schronił się w Turcji, gdzie wraz z innymi powstańcami uchodzącymi z Węgier został internowany. W areszcie pozostawał do 1851.
W czasie wojny krymskiej, w styczniu 1854, udał się do Konstantynopola. Tam, z ramienia demokratów skupionych w paryskim Kole Polskim, próbował formować polską organizację wojskową. Z powodu niepowodzenia zakończył swoją misję w czerwcu 1854, ale pozostał w Turcji aż do stycznia 1855.
Od 1862 kierował Polską Szkołą Wojskową w Cuneo. Współtwórca i czasowo komendant polskiej Szkoły Wojennej w Genui. W czasie powstania styczniowego przewidziany na naczelnika powstania na Naddnieprzańskiej Ukrainie. 17 lutego został mianowany naczelnym dowódcą sił zbrojnych na lewym brzegu Wisły. Dowodził powstańczymi siłami Małopolski Wschodniej. Stoczył kilka walk na Wołyniu. Po rozbiciu jego oddziału w 1863 pod Radziwiłłowem, przedostał się do Galicji, aresztowany i internowany do 1865. Po klęsce pod Radziwiłłowem jego żona Izabella i córka Wanda opiekowały się rannymi powstańcami w jego dworze w Łopatynie.
Zagorzały demokrata, przeciwnik dyktatury M. Langiewicza. Wyemigrował do Francji, był członkiem Komitetu Zjednoczenia Emigracji. Na emigracji działał w organizacjach politycznych i społecznych. Zmarł w Paryżu. Pochowany na cmentarzu Père-Lachaise w Paryżu.
Jego córka Wanda była zamężna z Aleksandrem Misiągiewiczem (powstaniec styczniowy, przemysłowiec).

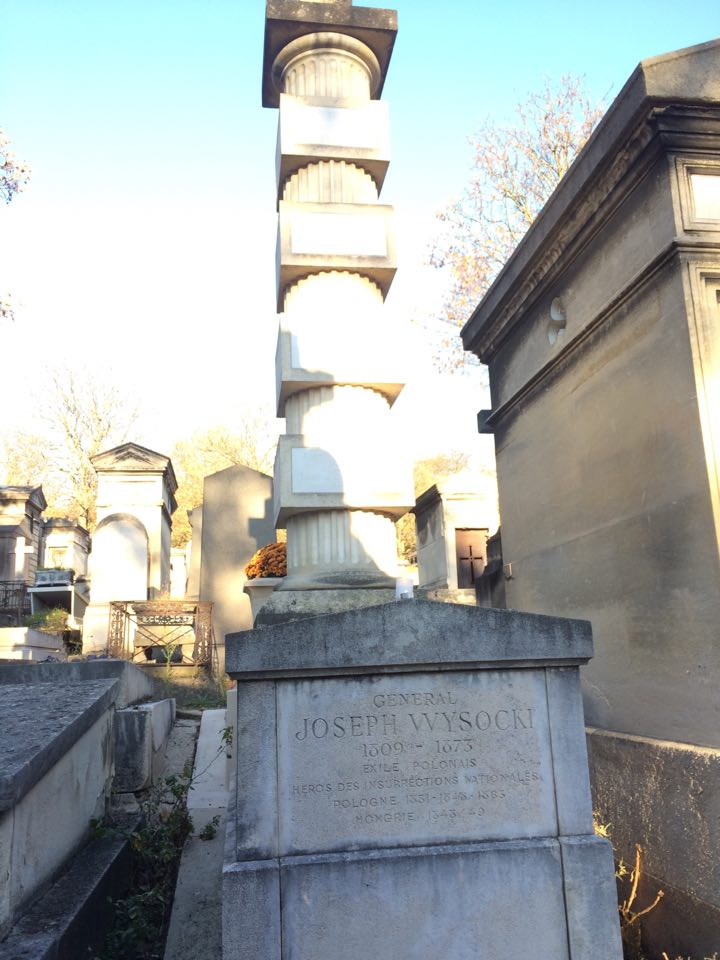
Mogiła zbiorowa, w której pochowano gen. Józefa Wysockiego

## Prace
- Kurs sztuki wojskowej, cz. 1-2, 1842–1844;
- Pamiętnik dowódcy Legionu Polskiego na Węgrzech z czasów kampanii węgierskiej 1848 i 1849, 1950.

Zmarli powstańcy 1863 zostali odznaczeni przez prezydenta RP Ignacego Mościckiego 21 stycznia 1933 Krzyżem Niepodległości z Mieczami. 